# 山西路 (天津)
山西路是中国天津市和平区的一条街道。修筑于1897年，原来跨天津英租界、天津法租界和天津日租界3个租界。山西路西到多伦道，南到成都道，长2010米，宽9米至16米。

## 历史
山西路形成于20世纪初。1943年以前该路分属于天津英租界、天津法租界和天津日租界3个租界：从成都道到营口道属于英租界；从营口道到锦州道属于天津法租界；从锦州道到多伦道属于日租界。1897年3月31日，天津英租界向西扩展到墙子河，随后在此扩充界的西部修筑了利斯克目道（Licum Road），即今山西路的营口道至南京路段。1903年1月14日，天津英租界再度向墙子河以西扩展，称为推广界，后来在其东部修筑了三安道（Shannon Road），即今河北路的南京路至成都道段。1900年，天津法租界向西扩展到墙子河（今南京路），在此新租界的中部修筑了萨工程师路（Rue Sabouraud），即今山西路的营口道至锦州道段。20世纪初，天津日租界开始开发，在其中部修筑了明石街，即今河北路的多伦道至锦州道段。1946年，天津市政府光复后，这四条道路合并并以山西省名更名至今。

## 现况与发展
山西路目前西到多伦道，南到成都道，山西路目前从成都道至营口道一段基本为南北向，从营口道至多伦道一段为西北-东南向，为单向道路。长2746米，车行道宽9米至16米，两侧人行道各宽2米，为沥青路面。沿途建有天津张园、任凤苞旧居和山西路堂等建筑。

## 沿路建筑
山西路现存比较著名的建筑有：
- 天津市历史风貌建筑：任凤苞旧居，山西路186号。[2]
- 曹汝霖故居，山西路108号。[3]

## 交汇道路
目前，与山西路相交汇的主要道路有： 

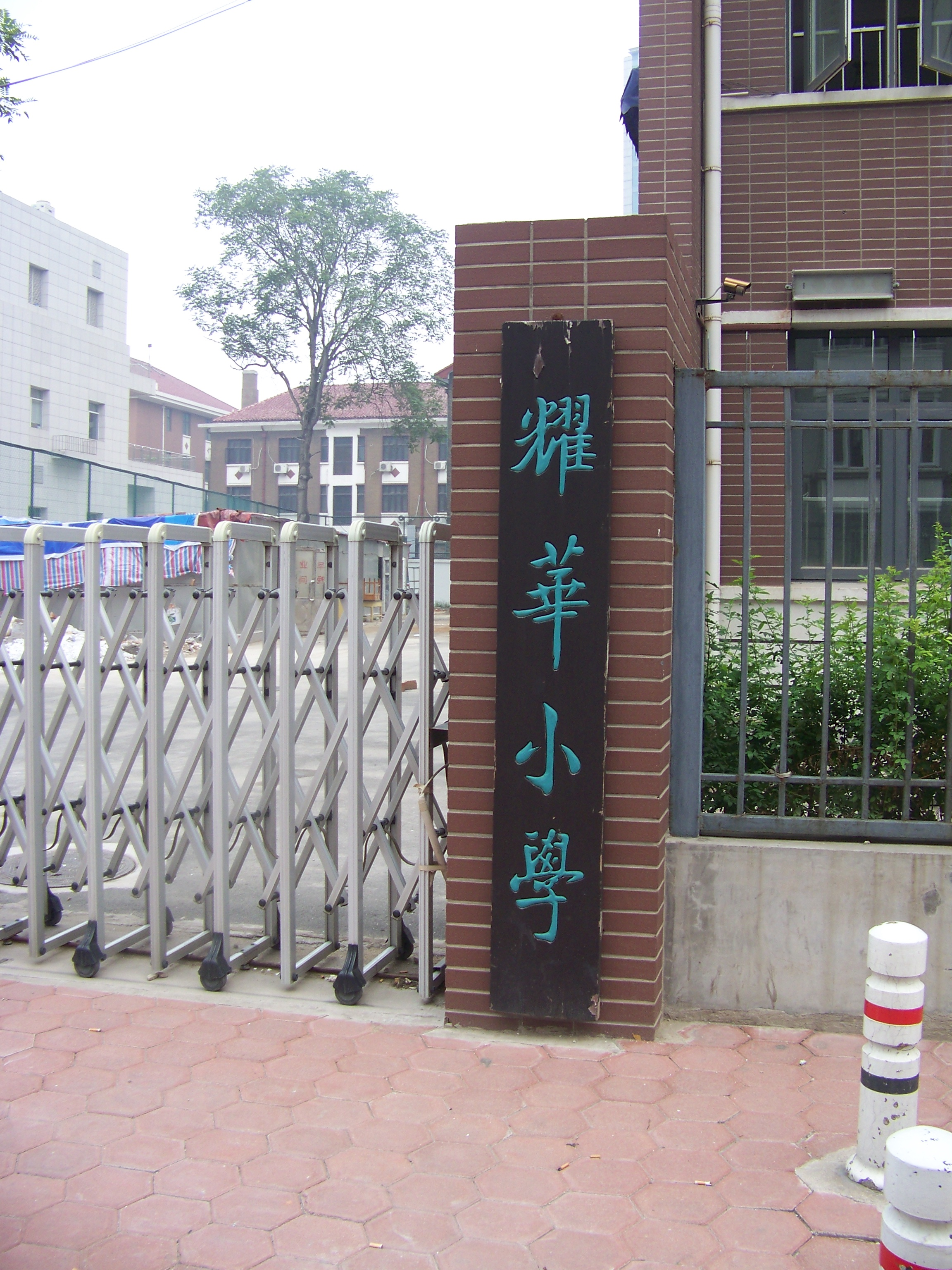
山西路和保定道交口的耀华小学

- 湖南路 原西芬道（Severn Road）
- 成都道 原伦敦道（London Road）
- 西安道 原敦桥道（Tonbridge Road）
- 南京路 原围墙道（Elgin Road）、原小河道（Creek Road）
- 保定道 原巴克斯道（Parkes Road）
- 唐山道 原广东道（Canton Road）
- 营口道 原宝士徒道（Bristow Road）、原圣路易路（Rue Saint Louis）
- 赤峰道 原丰领事路（Rue Fontanier）
- 哈尔滨道 原贝拉扣路（Rue de Pélacot）
- 滨江道 原福煦将军路（Rue du Maréchal Foch）
- 长春道 原窦总领事路（Rue G.Deveria）
- 锦州道 原秋山街
- 沈阳道 原蓬莱街
- 哈密道 原松岛街
- 四平东道 原浪速街
- 鞍山道 原宫岛街
- 万全道 原伏见街
- 包头道 原桃山街
- 多伦道 原福岛街

## 内部链接
- 山西路 (南京)
- 山西路堂